# Дженазе-намаз
Дженазе-намаз (на арабски: صلاة الجنازة; погребален намаз) е особен мюсюлмански погребален намаз, който обикновено се извършва за всички починали мюсюлмани. Основната цел на този намаз е да се потърси опрощението и милостта на Аллах към починалите мюсюлмани. Това е фарз кифайе (на арабски: فرض كفاية; колективно задължение), което означава, че ако някои го носят, други са свободни от товара; но ако никой не го носи, всички са отговорни пред Аллах. За разлика от други намази в исляма, които обикновено имат рюку и седжда, този намаз ги няма.

## Хадиси
Има някои хадиси които подчертават дженазе-намаз (погребален намаз) в исляма, сред които са:

Пратеникът (салляллаху алейхи ве селлем) каза: "Отслужете (погребален) намаз за вашия приятел." (Предадено ал-Бухари и Муслим)
В друг хадис, Пратеникът (салляллаху алейхи ве селлем) каза: "Който идва да присъства на погребението и отслужи намаз върху починалия, за него е награда колкото един кират (قيراط). Който продължава да присъства на погребението, докато починалият бъде погребан, за него са два кирати. Той с.а.с. беше попитан: Какво са два кирати (قيراطان)? И той с.а.с. каза: Като две големи планини." (Предадено от ал-Бухари и Муслим)

В друг хадис, Пратеникът (салляллаху алейхи ве селлем) също каза: "Който отслужи погребален намаз (върху починалия), за него е награда колкото един кират (قيراط). Ако присъства на погребението на починалия, за него са два кирати, а един кират е колкото Ухуд. (Предадено от Муслим)

## Начини за изпълнение на дженазе-намаз
- Обявяване на намерението (нийет, نية) в сърцето
- Текбир: Аллаху Екбер
- Четенето на ал-Фатиха
- След втория текбир, четенето на Салават
- След третия текбир, четенето на дуа за опрощението и милостта върху починалия - Това е основната цел на този намаз
- (По избор) след четвъртия текбир, четенето на всякаква дуа за починалия
- Даването на селям - ас-селяму алейкум ве рахметуллах (السلام عليكم ورحمة الله)